# The Ozark Mountain Daredevils
The Ozark Mountain Daredevils é uma banda americana de southern rock/country rock formada em 1972 em Springfield, Missouri, Estados Unidos. Eles são mais conhecidos por seus singles "If You Wanna Get To Heaven" em 1974 e "Jackie Blue" em 1975.
O baixista Michael "Supe" Granda também escreveu um livro sobre a banda, cujo nome "It Shine".

## Nome
De acordo com o livro "It Shined", de Michael Granda, o nome da banda foi derivado de "Cosmic Corn Cob & His Amazing Ozark Mountain Daredevils", um nome que John Dillon criou em uma "festa de nomeação" em Kansas City. A banda foi informada de que o nome que eles usavam anteriormente, "Family Tree", já havia sido usado. A banda encurtou o nome porque nenhum dos membros da banda na época queria ser chamado de "Cosmic Corn Cob", e eles não queriam que o nome soasse similar ao Amazing Rhythm Aces. A banda às vezes também é carinhosamente referida por seus fãs como "The Ducks".

## Formação e a Family Tree
Em 1971, Randle Chowning formou uma banda que incluía Steve Cash, John Dillon, Elizabeth Anderson, Larry Lee e Michael Granda que começaram a tocar junto com Bill Jones (flauta, trompas, anteriormente da banda Granny's Bathwater de Mike Bunge) e Rick Campanelli (piano ) no New Bijou Theatre de Springfield, Missouri, para pequenas multidões de amigos na noite de quarta-feira sob o nome "Family Tree" ("Emergency Band", "Burlap Socks" e "Buffalo Chips" foram outros nomes que eles consideraram para este agrupamento nos primeiros dias ). Larry Lee estava trabalhando no New Bijou como bartender.

## Membros
(Membros fundadores listados em negrito)

### Membros atuais
Membros atuais
- John Dillon - vocais, guitarras, bandolim, violino, gaita, harpa de boca, auto-harpa, altério dos apalaches, percussão, teclados
- Mike 'Supe' Granda - vocais, baixo, violão, bandolim, percussão
- Bill Jones - sopros de madeira, chifres
- Ruell Chappell - vocais, teclados
- Ron 'Rongo' Gremp - bateria, percussão
- Dave Painter - vocais, guitarras
- Kelly Brown - teclados
- Nick Sibley - guitarra, bandolim, backing vocals

### Membros antigos
- Steve Cash - vocais, gaita, percussão, teclados (falecido)
- Buddy Brayfield - vocais, instrumentos de sopro, teclados, percussão
- Randle Chowning - vocais, guitarras elétricas e acústicas, guitarra de aço, gaita, bandolim
- Larry Lee - vocais, bateria, violão, teclados, sintetizador, percussão, serra
- Steve Canaday - vocais, bateria, percussão, guitarra, baixo (falecido)
- Rune Walle - vocais, guitarras, sitar, banjo
- Jerry Mills - bandolim
- Larry Van Fleet - baixo
- Terry Wilson - vocais, guitarras
- Bobby 'Lloyd' Hicks - vocais, bateria, percussão (falecido)
- Joe Terry - vocais, teclados
- Gary Smith - vocais, guitarras
- Jason Le Masters - guitarras
- Don Clinton Thompson - vocais, guitarras
- Rick 'Lumpy' Davidson - bateria, percussão, washboard
- Bill Brown - vocais, guitarras (falecido)
- Kelly O'Shea - guitarra